# Nebun (Tarot)

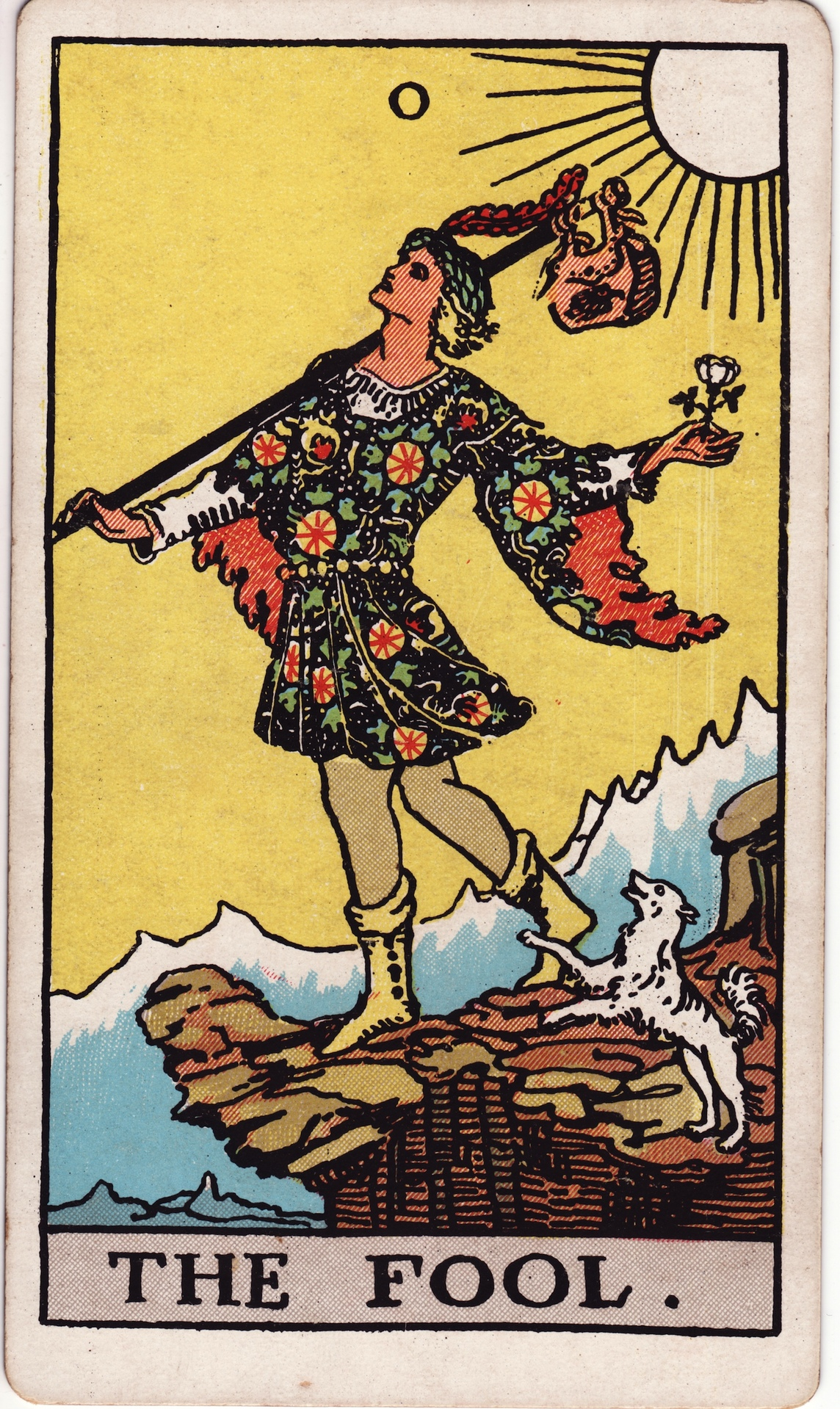
Nebunul din tarotul Rider Waite

Nebunul este o carte de tarot. Aceasta arcană, denumită și „Matt”, iar uneori, dar rar, „Vagabontul”, nu poate decat sa ne descumpănească. Personajul pe care îl reprezintă este un vagabond care nu are rigoarea celorlalte imagini ale tarotului, iar rătăcirea lui prin lume deruteaza cu totul.
Libertatea Nebunului e ceea care îi îngaduie să înainteze. Această arcană este cea a iraționalului, un irațional anterior nașterii și posterior morții. Este, de asemenea, arcana înțelepciunii. Acest Nebun ne atenționează in privinta divagatiilor spiritului nostru si ne sfatuieste sa nu ne depasim limitele. El indica detasarea, libertatea, hazardul, dar si impulsurile nechibzuite, perturbatiile neasteptate, irationalul, alienarea, lipsa de simt practic, rataciriile si deziluziile. 
Cu toate ca represizanta cea de-a douazeci si doua carte a tarotului, Nebunul are valoarea numerica zero, deoarece nu are insemnatate in sine. Totusi, ca si zero, care nu este nimic cand e singur, dar intareste cifra din fata lui, el afecteaza celalalte carti, modificand sensul fiecarei arcane imediat ce i se alatura.